# Krizsán Xénia
Krizsán Xénia (Budapest, 1993. január 13. –) Európa-bajnoki bronzérmes magyar hétpróbázó.

## Pályafutása
2009-ben negyedik helyezett volt az ifjúsági világbajnokságon. 2010-ben a junior világbajnokságon, egyéni csúccsal (5594 pont) hetedik helyen végzett. 2011-ben a fedett pályás magyar bajnokságon második lett. Júliusban tagja volt az Európa Kupa első osztályában harmadik helyezett magyar válogatottnak. A versenyen 5794 pontra növelte legjobb eredményét. A felnőtt magyar bajnokságon távolugrásban és a 4 × 400 méteres váltóban szerezte meg az elsőséget. 2012-ben hétpróbában lett magyar bajnok (5890 pont). A júliusi junior vb-n ezüstérmet szerzett (5957 pont), kilenc ponttal lemaradva a dobogó legfelső fokáról.
A 2014-es atlétikai Európa-bajnokságon kilencedik lett. A 2015-ös fedett pályás atlétikai Európa-bajnokságon sérülése miatt nem indult el. A 2015-ös U23-as Európa-bajnokságon aranyérmes lett. A versenyen elért eredményével olimpiai kvótát szerzett. A 2015-ös atlétikai világbajnokságon egyéni csúccsal (6322) kilencedik helyezést ért el. A 2016-os atlétikai Európa-bajnokságon negyedik lett. Az olimpián 16.-ként zárt.
2017-ben a fedett pályás ötpróba bajnokságon egyéni csúccsal (4533) szerzett aranyérmet. A 2017-es fedett pályás atlétikai Európa-bajnokságon negyedik helyezést ért el. Május végén Götzisben 6390 ponttal egyéni csúcsot ért el. A világbajnokságon kilencedik lett.
A 2018-as fedett pályás atlétikai világbajnokságon ötpróbában hatodik lett, miközben magasugrásban megjavította egyéni legjobb eredményét. A 2018-as atlétikai Európa-bajnokságon hétpróbában 7. lett, miközben a 800 méteres síkfutó számát megnyerte.
A 2019-es fedett pályás atlétikai Európa-bajnokságon ötpróbában 7. lett. 2019 májusában teljesítette az olimpiai kvalifikációs szintet. Júliusban 6619 pontot ért el Talance-ben, ezzel megdöntötte Ináncsi Rita magyar csúcsát. A 2019-es atlétikai világbajnokságon combhajlító sérülés miatt nem indult. 2020 január elején bejelentette, hogy a sérülése még nem gyógyult meg 100%-osan, ezért nem indul a fedett pályás világbajnokságon.
A 2021-es fedett pályás atlétikai Európa-bajnokságon bronzérmes lett. A verseny alatt 60 m gáton, súlylökésben és az összesített eredményével az egyéni legjobbját teljesítette. Május végén Götzisben 6651 ponttal országos csúcsot ért el. A verseny során 100 m gáton, súlylökésben, 200 métere és távolugrásban egyéni csúcsot teljesített. A tokiói olimpián 13. helyen végzett.
A 2022-es atlétikai világbajnokságon öt szám után visszalépett. A 2023-as fedett Eb-n ötödik helyezést szerzett. 2023 tavaszán hörgőgyulladása, majd vírusos betegsége volt, ami miatt összesen öt hetet kihagyott. A júniusi magyar bajnokság lett volna az első hétpróba versenye a szezonban, de azt egy csípősérülés miatt feladta. A Budapesten rendezett világbajnokságon hétpróbában 4. helyen végzett.
A 2024-es párizsi olimpián 7. helyen végzett hétpróbában. 2025-ben a götzisi versenyen vádliizom-szakadást szenvedett, ezért az ezt következő hetekben csak korlátozott munkát végezhetett.

## Rekordjai
hétpróba
- 5728 pont (Budapest, 2010 szeptember 19.) ifjúsági magyar csúcs[28]
- 6317 pont (Götzis, 2014. június 1.) utánpótlás magyar csúcs[29]
- 6322 pont (Peking, 2015. augusztus 23.) utánpótlás magyar csúcs[30]
- 6619 pont (Talance, 2019. július 23.) magyar csúcs
- 6651 pont (Götzis, 2021. május 30.) magyar csúcs

ötpróba
- 4478 pont (Budapest, 2015. február 14.) utánpótlás magyar csúcs[31]

## Eredményei
Fedett pályás Európa-bajnokság
- ötpróba
  - bronzérmes (2021)

U23-as Európa-bajnokság
- hétpróba
  - aranyérmes (2015)

Junior világbajnokság
- hétpróba
  - ezüstérmes (2012)

Fedett pályás magyar bajnokság
- 60 m gát
  - aranyérmes (2014)
- távolugrás
  - ezüstérmes (2015, 2019)
  - bronzérmes (2010, 2025)
- magasugrás
  - ezüstérmes (2017, 2018, 2019)
  - bronzérmes (2024)
- súlylökés
  - ezüstérmes (2021)
  - bronzérmes (2015, 2025)
- ötpróba
  - aranyérmes (2014, 2017, 2018, 2019, 2021, 2023)
  - ezüstérmes (2011, 2013, 2015)

Magyar bajnokság
- 100 m gát
  - aranyérmes (2013, 2015)
  - ezüstérmes (2012, 2014)
  - bronzérmes (2022
- 4 × 100 m
  - bronzérmes (2010)
- 4 × 400 m
  - aranyérmes (2010, 2011)
- távolugrás
  - aranyérmes (2011, 2012)
  - ezüstérmes (2016, 2017)
  - bronzérmes (2010, 2015)
- magasugrás
  - ezüstérmes (2016, 2017, 2021)
  - bronzérmes (2018, 2019)
- súlylökés
  - ezüstérmes (2014)
  - bronzérmes (2017, 2020)
- gerelyhajítás
  - bronzérmes 2018
- hétpróba
  - aranyérmes (2012, 2013, 2020)

## Díjai, elismerései
- Az év magyar junior atlétája (2012)
- Az év magyar U23-as atlétája (2014,[32] 2015[33])
- Az év magyar utánpótlás sportolója választás, harmadik helyezett (Héraklész) (2015)
- Az év magyar atlétája (2021,[34] 2023,[35] 2024[36])